# Révolution du 14 octobre
La révolution du 14 octobre (arabe : ثورة 14 أكتوبر , romanisé :  Thawra 14 ʾUktūbar) ou urgence d'Aden était une rébellion armée du Front de libération nationale (FLN, nationaliste arabe et marxiste-léniniste, soutenu par l'Union soviétique) et du Front pour la Libération du Yémen du Sud occupé (FLYSO, nassériste et soutenu par l'Égypte) contre la fédération d'Arabie du Sud, un protectorat britannique du Royaume-Uni, qui a conduit à la proclamation de la république démocratique populaire du Yémen.
En partie inspirée par le nationalisme panarabe de Gamal Abdel Nasser, elle débuta le 14 octobre 1963 par le lancement d'une grenade sur un rassemblement de responsables britanniques à l'aéroport d'Aden. L'état d'urgence a ensuite été déclaré dans la colonie britannique d'Aden et son arrière-pays, le protectorat d'Aden. L’état d’urgence s’est aggravé en 1967 et a accéléré la fin de la domination britannique sur le territoire qui avait débuté en 1839.

## Insurrection

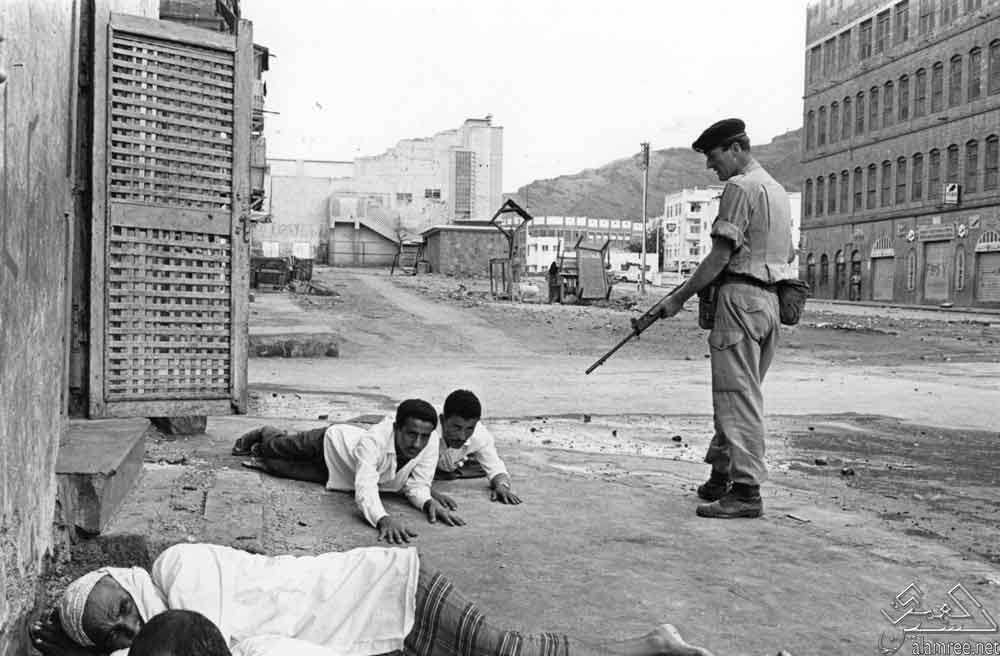
Arrestation dans le Crater, 1967

En 1963 et dans les années qui suivirent, des groupes de guérilla anti-britanniques aux objectifs politiques variés commencèrent à se regrouper en deux grandes organisations rivales : d'abord le Front de libération nationale soutenu par l'Égypte, puis le Front de libération du Yémen du Sud occupé, qui se sont attaqués les uns aux autres ainsi que les Britanniques.

### Hostilités
Les hostilités ont commencé le 14 décembre 1963, avec une attaque à la grenade du NLF contre le haut-commissaire britannique d'Aden, Sir Kennedy Trevaskis , qui a eu lieu alors qu'il arrivait à l'aéroport de Khormaksar pour prendre un vol à destination de Londres. La grenade a tué le conseiller du Haut-Commissaire et une femme, et blessé cinquante autres personnes. Ce jour-là, l’état d’urgence a été déclaré à Aden.
Le FLN et le FLYSO ont lancé une campagne contre les forces britanniques à Aden, en s'appuyant en grande partie sur des attaques à la grenade. Une de ces attaques a été menée contre la RAF Khormaksar lors d'une fête d'enfants, tuant une fille et blessant quatre enfants.
Les attaques de guérilla se sont largement concentrées sur le meurtre d'officiers et de policiers britanniques en congé. Une grande partie des violences ont eu lieu dans le Cratère , le vieux quartier arabe d'Aden. Les forces britanniques ont tenté d'intercepter les armes introduites clandestinement dans Crater par le NLF et le FLOSY sur la route de Dhala, mais leurs efforts ont rencontré peu de succès. Malgré le lourd tribut imposé aux forces britanniques, le nombre de morts parmi les rebelles était bien plus élevé, en grande partie à cause des combats entre factions entre différents groupes rebelles, d'importants contingents de troupes britanniques furent déployés pour faire face à de nouvelles attaques nationalistes,.
En 1964, la 24e brigade d'infanterie britannique arrive pour mener des opérations terrestres. Il resta à Aden et dans le protectorat d'Aden jusqu'en novembre 1967.
En 1965, la station RAF Khormaksar exploitait neuf escadrons, dont des unités de transport dotées d'hélicoptères et d'un certain nombre de chasseurs-bombardiers Hawker Hunter . Ceux-ci ont été appelés par l'armée pour attaquer les positions rebelles au cours desquelles ils utiliseraient des roquettes hautement explosives de 60 livres et leur canon ADEN de 30 mm.

### Émeutes
Les 19 et 20 janvier 1967, le FNL provoque des émeutes de rue à Aden . Après que la police d'Aden ait perdu le contrôle, le haut-commissaire britannique Sir Richard Turnbull a déployé des troupes britanniques pour réprimer les émeutes. Dès que les émeutes du FNL ont été réprimées, les émeutiers pro-FLOSY sont descendus dans la rue. Les combats entre les forces britanniques et les émeutiers pro-guérilla ont duré jusqu'en février. Les forces britanniques ont ouvert le feu 40 fois et, au cours de cette période, il y a eu 60 attaques à la grenade et aux tirs contre les forces britanniques, y compris la destruction d'un Douglas DC-3 d' Aden Airways , qui a été bombardé en vol, tuant toutes les personnes à bord.

### Mutinerie de la police arabe
La situation d'urgence a été encore exacerbée par la guerre des Six Jours en juin 1967. Nasser a affirmé que les Britanniques avaient aidé Israël dans la guerre, ce qui a conduit à une mutinerie de centaines de soldats de l'armée de la Fédération sud-arabe le 20 juin, qui s'est également propagée. à la police armée d'Aden. Les mutins ont tué 22 soldats britanniques et abattu un hélicoptère (le pilote a dû abandonner son décollage depuis un rebord près de Crater, Aden après avoir été touché au genou par une balle. Le Sioux s'est écrasé et a brûlé mais les trois occupants se sont échappés), et en conséquence, Crater a été occupé par les forces rebelles.
Les inquiétudes se sont accrues quant à la capacité d'assurer une sécurité suffisante aux familles britanniques au milieu de la violence accrue, ce qui a entraîné une accélération considérable des plans d'évacuation des familles.

### Bataille du cratère
À la suite de la mutinerie, toutes les forces britanniques ont été retirées du Cratère , tandis que les Royal Marines du 45 Commando ont pris des positions de tireurs d'élite sur les hauteurs et ont tué 10 combattants arabes armés. Cependant, Crater est resté occupé par environ 400 combattants arabes. Les combattants du NLF et du FLOSY sont ensuite descendus dans les rues et se sont livrés à des fusillades, tandis que les incendies criminels, les pillages et les meurtres étaient également courants. Les forces britanniques ont bloqué les deux entrées principales du cratère. Ils ont essuyé des tirs de tireurs d'élite depuis un fort ottoman sur l'île de Sira, mais les tireurs d'élite ont été réduits au silence par un obus provenant d'un véhicule blindé. L'ordre a été rétabli en juillet 1967, lorsque le 1st Argyll and Sutherland Highlanders est entré dans Crater sous le commandement du lieutenant-colonel Colin Campbell Mitchell et a réussi à occuper tout le district pendant la nuit sans faire de victimes.

### Retrait britannique
Les attaques répétées de guérilla du FNL reprennent bientôt contre les forces britanniques, obligeant les Britanniques à quitter Aden à la fin novembre 1967, plus tôt que prévu par le Premier ministre britannique Harold Wilson et sans accord sur la gouvernance suivante. Après le départ des Britanniques, le FNL réussit à prendre le pouvoir et établit la république démocratique populaire du Yémen.

## Conséquences
Les pertes militaires britanniques entre 1963 et 1967 étaient de 90 à 92 tués et 510 blessés. Les morts civiles britanniques étaient de 17. Les forces du gouvernement local ont perdu 17 tués et 58 blessés. Les pertes parmi les forces rebelles s'élèvent à 382 tués et 1 714 blessés.
L'« urgence d'Aden » fut le dernier des conflits armés de décolonisation qui virent le Royaume-Uni comme protagoniste, et celui qui eut le pire résultat pour les Britanniques. Même si la décision d'abandonner Aden était finalement inévitable, elle fut vécue par les forces armées britanniques comme un désastre stratégique et une profonde humiliation. Le retrait d'Aden représentait symboliquement la conclusion du démantèlement de l'Empire britannique, entamé vingt ans plus tôt, en 1947, avec l'indépendance de l'Inde et du Pakistan.
Sans le soutien des forces armées britanniques, la construction de la Fédération sud-arabe s'est rapidement dissoute et les monarques de l'arrière-pays ont été évincés par les nationalistes qui, en novembre 1967, ont proclamé la naissance de la « République populaire du Yémen du Sud » avec Qahtan Muhammad al-. Shaabi comme président. Les affrontements armés pour le pouvoir entre le FLN et le FLYSO se sont poursuivis avec vigueur dans les derniers jours du retrait britannique, mais la position des Nassériens d'Asnag était désormais beaucoup plus faible en raison des événements qui se déroulaient au Yémen du Nord voisin : la défaite subie au Yémen du Nord voisin La guerre des Six Jours avait contraint Nasser à rappeler les troupes égyptiennes du Yémen, et le conflit civil sanglant entre monarchistes et républicains a finalement abouti en 1970 avec un accord de compromis qui a coupé les ailes extrêmes des deux camps. Sans aucun soutien, le FLYSO subit une série de défaites et se dissout rapidement.